# Saison 4 des Tudors
Chronologie
Saison 3 des Tudors
Cet article présente le guide des épisodes de la quatrième et dernière saison du feuilleton télévisé Les Tudors, se déroulant de 1540 à 1547.

## Distribution

### Acteurs principaux
- Jonathan Rhys Meyers : Roi Henri VIII
- Henry Cavill : Charles Brandon
- Tamzin Merchant : Catherine Howard
- Lothaire Bluteau : Ambassadeur Charles de Marillac
- Sarah Bolger : Marie Tudor
- Joss Stone : Anne de Clèves
- Max Brown : Edward Seymour
- Torrance Coombs : Thomas Culpeper
- David O'Hara : Henry Howard
- Joely Richardson : Catherine Parr

### Acteurs récurrents
- Jane Brennan : Lady Margaret Bryan
- Selma Brook : Brigitte Rousselot
- Anthony Brophy : Ambassadeur Eustache Chapuys
- Emma Hamilton : Anne Stanhope, Duchesse de Somerset
- Jake Hathaway : Prince Édouard (enfant)
- Joanne King : Jane Boleyn, Lady Rochford
- Allen Leech : Francis Dereham
- Andrew McNair : Thomas Seymour
- Laoise Murray : Élisabeth Tudor
- Marcella Plunkett : Catherine Willoughby, Duchesse de Suffolk
- Catherine Steadman : Joan Bulmer, Lady Acworth
- Simon Ward : Évêque Étienne Gardiner
- Colm Wilkinson : Thomas Darcy, Baron Darcy
- David Wilmot : Sir Ralph Ellerker

### Invités du dernier épisode
Les premières épouses d'Henri VIII lui apparaissent sous forme de fantômes durant ses derniers jours :
- Maria Doyle Kennedy : Catherine d'Aragon
- Natalie Dormer : Anne Boleyn
- Annabelle Wallis : Jeanne Seymour

Notons également les apparitions, dans les souvenirs du roi, de divers personnages de la série, grâce à des extraits d'épisodes précédents : 
- Sam Neill : Cardinal Thomas Wolsey
- Jeremy Northam : Sir Thomas More
- James Frain : Thomas Cromwell
- Joss Stone : Anne de Clèves
- Tamzin Merchant : Catherine Howard

## Liste des épisodes

### Épisode 1:Nouvelle jeunesse
- États-Unis : 11 avril 2010
- France : 7 février 2011 sur Canal+
- Canada : 14 mai 2011 sur Radio-Canada

### Épisode 2:Telle une rose sans épine
- États-Unis : 18 avril 2010
- France : 7 février 2011 sur Canal+
- Canada : 21 mai 2011 sur Radio-Canada

### Épisode 3:Douce petite folle
- États-Unis : 25 avril 2010
- France :  14 février 2011 sur Canal+
- Canada : 28 mai 2011 sur Radio-Canada

- Dernière apparition de Joss Stone.

### Épisode 4:Conduite outrageuse
- États-Unis : 2 mai 2010
- France :  14 février 2011 sur Canal+
- Canada : 4 juin 2011 sur Radio-Canada

### Épisode 5:Peine Royale
- États-Unis : 9 mai 2010
- France : 21 février 2011 sur Canal+
- Canada : 11 juin 2011 sur Radio-Canada

- Dernière apparition de Tamzin Merchant, Torrance Coombs et de Joanne King.

### Épisode 6:Nouvelles alliances
- États-Unis : 16 mai 2010
- France : 21 février 2011 sur Canal+
- Canada : 18 juin 2011 sur Radio-Canada

Eoin Macken

### Épisode 7:Le siège de Boulogne
- États-Unis : 23 mai 2010
- France : 21 février 2011 sur Canal+
- Canada : 25 juin 2011 sur Radio-Canada

### Épisode 8:Le bout du tunnel
- États-Unis : 6 juin 2010
- France : 28 février 2011 sur Canal+
- Canada : 2 juillet 2011 sur Radio-Canada

### Épisode 9:Une reine en danger
- États-Unis : 13 juin 2010
- France : 28 février 2011 sur Canal+
- Canada : 9 juillet 2011 sur Radio-Canada

### Épisode 10:Être et ne plus être
- États-Unis : 20 juin 2010
- France : 28 février 2011 sur Canal+
- Canada : 16 juillet 2011 sur Radio-Canada

- Dernier épisode de la série.
- Seuls Jonathan Rhys Meyers, Henry Cavill, Joely Richardson, Max Brown et Sarah Bolger du casting récurrent font partie de cet épisode, avec les retours de Maria Doyle Kennedy, Natalie Dormer et d'Annabelle Wallis pour la dernière scène.